# Bom

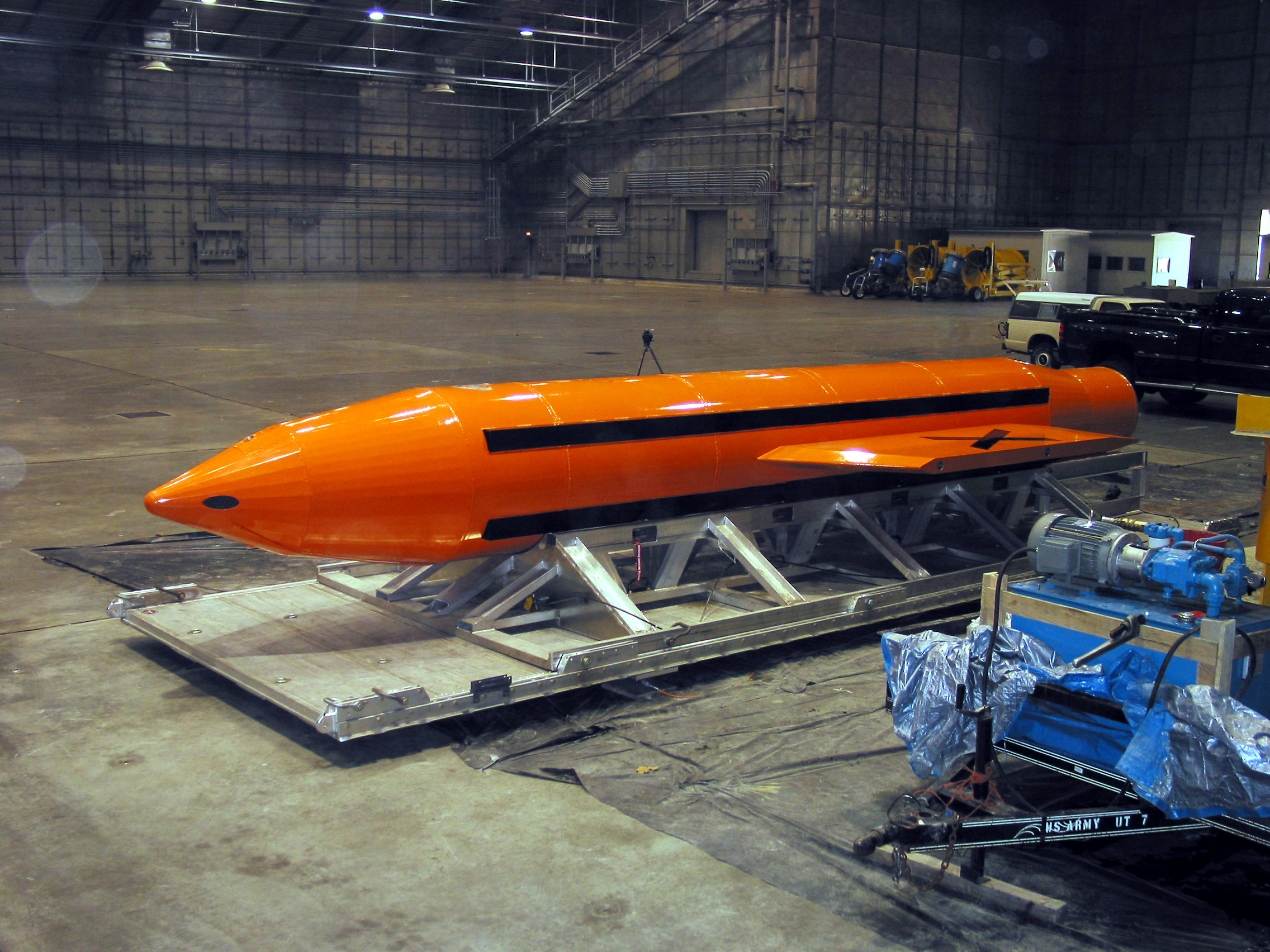
Bom MOAB của Hoa Kỳ.

Bom, hay bomb (bắt nguồn từ từ tiếng Pháp bombe /bɔ̃b/) là một loại vũ khí nổ sử dụng phản ứng tỏa nhiệt của vật liệu nổ để giải phóng năng lượng đột ngột và dữ dội tạo thành một vụ nổ và sóng xung kích mãnh liệt mang tính phá hủy.
Một quả bom thường ở hình thức thùng chứa nhồi đầy vật liệu nổ, là thành phần chủ chốt để gây ra sức phá hủy khi được kích hoạt.
Thuật ngữ "bom" được sử dụng trong lĩnh vực quân sự, cụ thể hơn thường đề cập đến vũ khí nổ được thả từ trên không (thường từ máy bay), phần lớn lợi dụng trọng lực để rơi xuống mục tiêu, một số có thể được gắn thêm cánh và hệ thống điện tử để điều khiển nhằm tăng độ chính xác.
Thuật ngữ bom thường không được áp dụng cho các thiết bị nổ được sử dụng cho mục đích dân sự như xây dựng hoặc khai thác mỏ, mặc dù thi thoảng vẫn được gọi là "bom". Các loại vũ khí nổ quân sự khác không được phân loại là "bom" bao gồm lựu đạn, đạn pháo, tên lửa, mìn. Bom đã từng được sử dụng từ nhiều thế kỷ cả trong những cuộc chiến tranh quy ước và không quy ước. Bom đã được sử dụng từ thế kỷ thứ 11 bắt đầu ở các vùng Đông Á.

## Xuất hiện
Bom nổ được sử dụng ở Đông Á vào năm 1221, bởi quân Kim khi tấn công một thành của nhà Tống của Trung Quốc. Bom được chế tạo bằng ống tre xuất hiện vào thế kỷ 11, sau đó được nâng cấp lên vỏ gang đúc chứa thuốc súng nổ ở thế kỷ 13 của Trung Quốc. Thuật ngữ này được đặt ra cho quả bom này (tức là "bom sấm sét") trong một trận hải chiến của triều đại Kim (1115-1234) năm 1231 chống lại quân Mông Cổ.

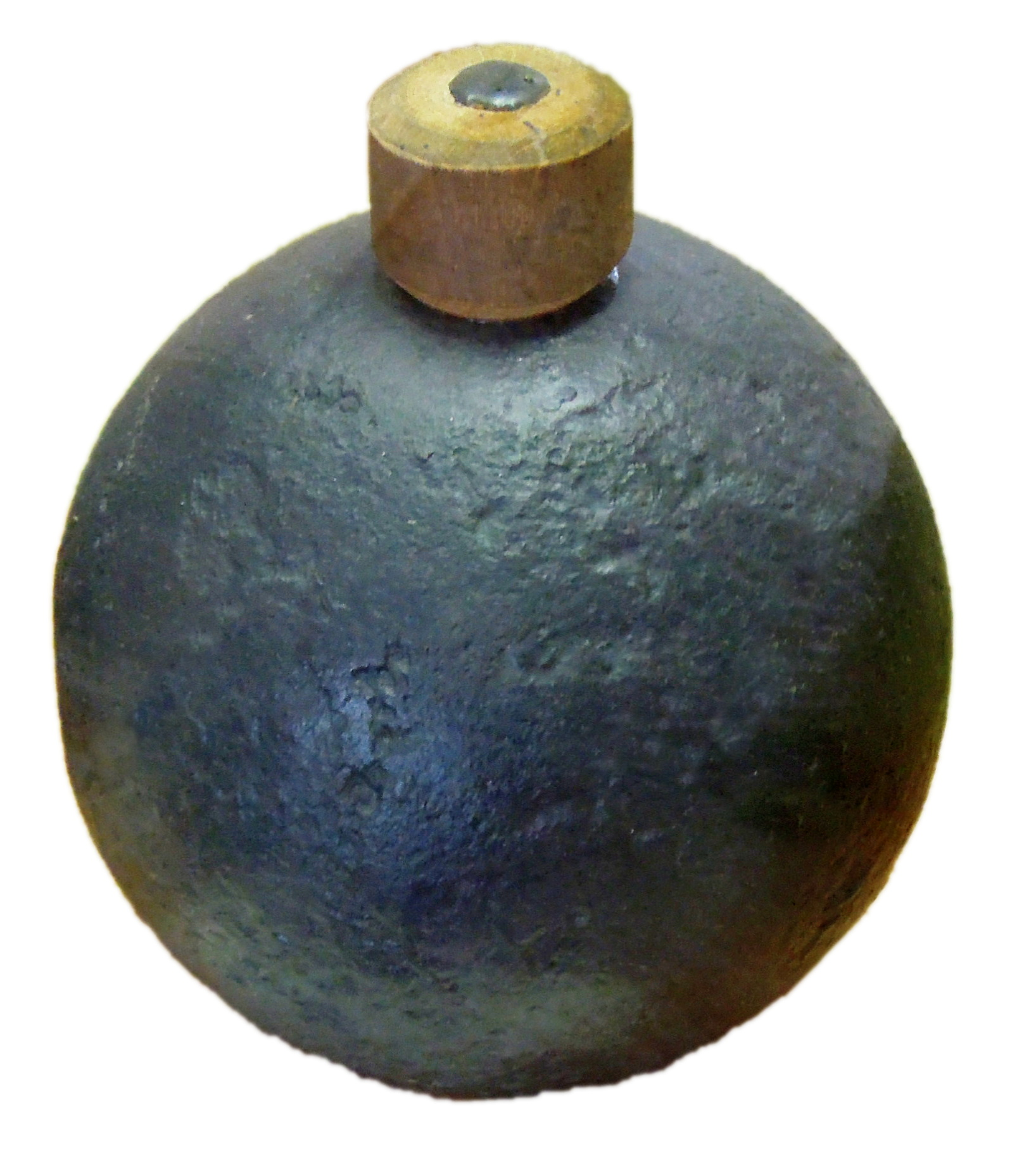
Một quả lựu đạn với kíp bằng gỗ từ năm 1580

Kim sử (金 史) (được biên soạn năm 1345) nói rằng vào năm 1232, khi tướng Mông Cổ Subutai (Tốc Bất Đài; 1176-1248) tiến xuống thành Khai Phong, những người bảo vệ đã có một "chấn thiên lôi" (震天雷) bao gồm "thuốc súng sấm sét" đưa vào một thùng chứa sắt... sau đó khi các cầu chì được thắp sáng (và đạn bắn ra) đã có một vụ nổ lớn tiếng ồn có tên dưới đây là như sấm sét, âm thanh trong hơn ba mươi dặm, và thảm thực vật bị cháy sém và nổ tung bởi sức nóng trên một khu vực rộng hơn nửa mou. Khi bị tấn công, ngay cả áo giáp sắt cũng bị xuyên thủng.
 

Li Zengbo, một quan chức thời nhà Tống đã viết vào năm 1257 rằng kho vũ khí nên có sẵn vài trăm nghìn vỏ bom sắt và khi ông ở Kinh Châu, mỗi tháng sẽ có khoảng một đến hai nghìn chiếc được sản xuất để gửi đến Tương Dương và Dĩnh Châu. 

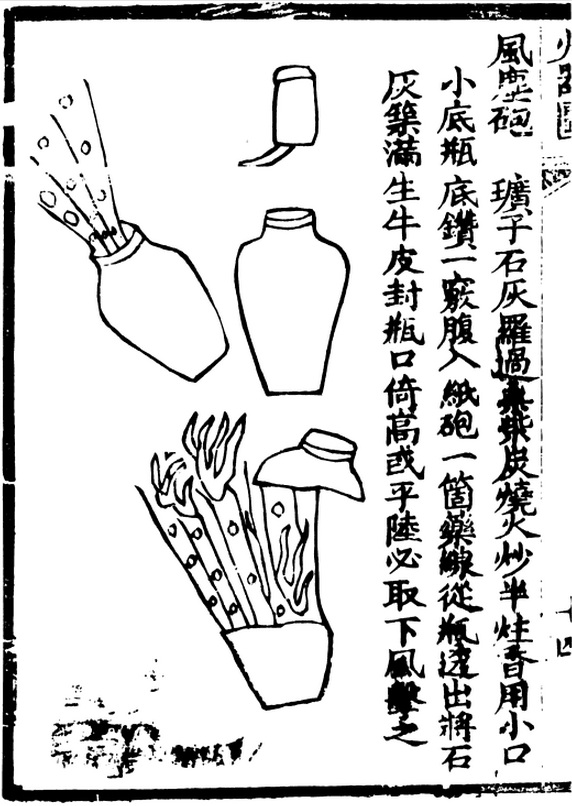
Văn bản của nhà Minh, Hỏa Long Kinh mô tả việc sử dụng bom thuốc súng độc hại, bao gồm cả bom "gió và bụi".

Trong cuộc xâm lược của người Mông Cổ ở Nhật Bản, người Mông Cổ đã sử dụng "bom nổ sấm sét" chống lại người Nhật. Bằng chứng khảo cổ về "bom sấm sét" đã được phát hiện trong một vụ đắm tàu dưới nước ngoài khơi Nhật Bản của Hiệp hội Khảo cổ học dưới nước Kyushu Okinawa. Các tia X của các nhà khoa học Nhật Bản về vỏ khai quật đã xác nhận rằng chúng có chứa thuốc súng.

## Sóng xung kích
Sóng xung kích nổ có thể gây ra các tác động như dịch chuyển cơ thể (tức là, người bị hất lên không trung gây đa chấn thương), mất tinh thần, chảy máu trong và vỡ màng nhĩ. Sóng xung kích được tạo ra bởi các sự kiện nổ có hai thành phần riêng biệt, bao gồm sóng dương và sóng âm. Sóng dương đẩy ra từ điểm phát nổ, theo sau là khoảng trống chân không "hút ngược" về phía điểm xuất phát khi bong bóng sốc sụp đổ.

## Nhiệt
Một sóng nhiệt được tạo ra bởi sự giải phóng nhiệt đột ngột do một vụ nổ. Các vụ thử bom của quân đội đã ghi nhận nhiệt độ lên tới 2.480 °C (4.500 °F). Mặc dù có khả năng gây bỏng nặng đến thảm khốc và gây ra hỏa hoạn thứ cấp, hiệu ứng sóng nhiệt được coi là rất hạn chế so với sóng xung kích và các mảnh bom. Tuy nhiên, hạn chế này đã được khắc phục bởi bom hạt nhân, sử dụng kết hợp các hiệu ứng sóng xung kích và bức xạ nhiệt (bức xạ ion hóa) và phóng xạ. Gây tử vong thiệt hại khủng khiếp cho con người.

## Phân mảnh
Sự phân mảnh được tạo ra bởi sự gia tốc sức nổ đẩy các mảnh văng hoặc xé rách vỏ bom thành các mảnh văng gây sát thương. Việc sử dụng phân mảnh trong các quả bom có từ thế kỷ 14, và xuất hiện trong văn bản thời nhà Minh là Huolongjing. Những quả bom phân mảnh chứa đầy những viên sắt và những mảnh sứ vỡ. Khi quả bom phát nổ, các mảnh vỡ có khả năng xuyên qua da và làm mù mắt binh lính địch.
Thông thường những mảnh kim loại nhỏ di chuyển với tốc độ siêu âm, sự phân mảnh có thể xảy ra theo mật độ mảnh văng và đương lượng nổ. Khi SS Grandcamp phát nổ trong Thảm họa thành phố Texas ngày 16 tháng 4 năm 1947, một trong những mảnh vỡ của vụ nổ đó là một neo hai tấn được đã bay gần 2 dặm (3,2km) vào một bãi đậu xe của nhà máy lọc dầu Pan American.

## Ảnh hưởng đến sinh vật sống
Con người sẽ phải chịu bốn loại tác động trên cơ thể bao gồm: sóng xung kích, phân mảnh, tác động và nhiệt. Sóng xung kích gây ra áp lực làm hỏng các cơ quan nội tạng, thủng màng nhĩ, có thể dẫn đến tổn thương vĩnh viễn hoặc tử vong. Sự phân mảnh bao gồm cát đá, mảnh vụn và thảm thực vật từ khu vực xung quanh nguồn nổ tương tự như mìn chống bộ binh. Các mảnh văng này là nguy cơ chính gây chết người do vết cắt ở các mô mềm, gây nhiễm trùng và tổn thương các cơ quan nội tạng nếu không được xử lí kịp thời. Nhiệt lượng khổng lồ cũng là một nguồn sát thương lớn nếu tiếp xúc ở cự li gần hoặc các đám cháy do quả bom gây ra. Thiết bị bảo vệ cá nhân, như bộ quần áo gỡ bom hoặc rà phá bom mìn, mũ bảo hiểm, tấm che và bảo vệ chân, có thể làm giảm phần nào tác động khi nổ, tùy thuộc vào vị trí tiếp xúc, kích thước quả bom và khoảng cách tới đó.

## Ảnh hưởng đến môi trường

### Phân loại
Bom quân sự chủ yếu được sản xuất hàng loạt, phát triển và chế tạo theo thiết kế tiêu chuẩn, với các thành phần cố định, và thường được triển khai trong thiết bị nổ tiêu chuẩn. Các vật liệu nổ thường không ổn định và có thể tự phát nổ do tác động từ môi trường như va chạm, ma sát, sốc tĩnh điện, thay đổi nhiệt độ, hoặc sử dụng điện thoại di động và radio gần đó. Mọi tương tác với các vật liệu hoặc thiết bị nổ của nhân viên không đủ tiêu chuẩn đều có nguy cơ nghiêm trọng và có thể gây tử vong ngay lập tức. Phản ứng an toàn nhất khi phát hiện một thiết bị nổ là càng xa nó càng tốt.
Bom nguyên tử hoạt động dựa trên lý thuyết phân hạch hạt nhân, khi một nguyên tử lớn tách ra, giải phóng một lượng năng lượng khổng lồ. Vũ khí nhiệt hạch, hay còn gọi là bom hydro, sử dụng năng lượng từ vụ nổ phân hạch ban đầu để tạo ra một vụ nổ mạnh hơn nữa.
Bom bẩn là một thiết bị có năng suất nổ thấp, chủ yếu nhằm phân tán vật liệu nguy hiểm ra diện rộng, thường là vật liệu phóng xạ hoặc hóa học. Mục tiêu của bom bẩn là gây thương tích và sau đó cản trở khả năng tiếp cận khu vực bị ô nhiễm cho đến khi có thể làm sạch hoàn toàn. Việc dọn dẹp khu vực này có thể mất rất nhiều thời gian, khiến khu vực đó gần như không thể sinh sống trong một thời gian dài.
Sức mạnh của bom thường được đo bằng kiloton (kt) hoặc megaton TNT (Mt). Hai quả bom nguyên tử mạnh nhất từng được sử dụng trong chiến tranh là những quả bom Mỹ thả xuống Hiroshima và Nagasaki. Quả bom mạnh nhất từng được thử nghiệm là Tsar Bomba. Bom phi hạt nhân mạnh nhất là "Cha của tất cả các loại bom" của Nga (Bom nhiệt điện hàng không tăng cường - ATBIP), tiếp theo là MOAB của Không quân Hoa Kỳ (Vụ nổ không quân khổng lồ, hay còn gọi là "Mẹ của tất cả các quả bom").
Dưới đây là danh sách các loại bom khác nhau dựa trên cơ chế nổ cơ bản mà chúng sử dụng.

#### Thuốc nổ yếu
Là những quả bom đơn giản và lâu đời nhất lưu trữ năng lượng dưới dạng thuốc nổ yếu, ví dụ như thuốc nổ đen. Thuốc nổ thường bao gồm một hỗn hợp của một loại muối oxy hóa, chẳng hạn như kali nitrat KNO3 (saltpeter), với nhiên liệu rắn như than củi hoặc bột nhôm. Các chế phẩm này làm xì hơi khi đánh lửa, tạo ra khí nóng. Trong trường hợp bình thường, sự xì hơi này xảy ra quá chậm để tạo ra một sóng áp lực đáng kể; Do đó, loại thuốc nổ này thường phải được sử dụng với số lượng lớn hoặc nén trong các gói có áp suất cao để có thể đạt được sức nổ hiệu quả.

#### Thuốc nổ mạnh
Thuốc nổ mạnh sử dụng một quá trình gọi là "kích nổ" để nhanh chóng chuyển từ một phân tử năng lượng cao ban đầu sang một phân tử năng lượng rất thấp. Phát nổ khác với sự xì hơi ở chỗ phản ứng hóa học lan truyền nhanh hơn tốc độ âm thanh (thường nhanh hơn nhiều lần) trong một sóng xung kích dữ dội. Do đó, sóng áp suất được tạo ra bởi chất nổ cao không tăng đáng kể khi bị nén vì sự phát nổ xảy ra quá nhanh khiến plasma thu được không giãn nở nhiều trước khi tất cả các vật liệu nổ đã phản ứng. Thuốc nổ mạnh thường được bọc sơ với các mảnh văng để tăng sát thương. Hầu hết các quả bom nổ mạnh bao gồm một chất nổ thứ cấp được kích nổ bằng kíp nổ có chứa chất nổ chính nhạy hơn.

#### Vũ khí nhiệt áp
Bom nhiệt áp (thermobaric bomb) là một loại chất nổ sử dụng oxy từ không khí xung quanh để tạo ra một vụ nổ có nhiệt độ cực cao. Trên thực tế, sóng nổ do loại vũ khí này tạo ra thường kéo dài lâu hơn nhiều so với sóng nổ của các chất nổ thông thường. Bom nhiên liệu-khí (fuel-air bomb) là một trong những loại vũ khí nhiệt áp nổi tiếng nhất.

#### Phản ứng phân hạch hạt nhân
Bom nguyên tử loại phân hạch hạt nhân sử dụng năng lượng có trong các hạt nhân nguyên tử rất nặng, như U-235 hoặc Pu-239. Để giải phóng năng lượng này một cách nhanh chóng, một lượng nhất định của vật liệu phân hạch phải được củng cố rất nhanh trong khi tiếp xúc với nguồn neutron. Nếu sự cố kết xảy ra chậm, các lực đẩy sẽ đẩy vật liệu ra xa nhau trước khi một vụ nổ đáng kể có thể xảy ra. Trong trường hợp phù hợp, hợp nhất nhanh chóng có thể gây ra một phản ứng dây chuyền có thể sinh sôi nảy nở và tăng cường bởi nhiều bậc độ lớn trong vòng micro giây. Năng lượng được giải phóng bởi một quả bom phân hạch hạt nhân có thể lớn hơn hàng chục nghìn lần so với một quả bom hóa học có cùng khối lượng.

#### Phản ứng tổng hợp hạt nhân
Vũ khí nhiệt hạch là một loại bom hạt nhân giải phóng năng lượng thông qua sự kết hợp phân hạch và hợp hạch của hạt nhân nguyên tử ánh sáng của deuterium và triti. Với loại bom này, một vụ nổ nhiệt hạch được kích hoạt bằng cách kích nổ bom hạt nhân loại phân hạch chứa trong một vật liệu có chứa nồng độ deuterium và triti cao. Năng suất vũ khí thường được tăng lên với một người can thiệp làm tăng thời gian và cường độ của phản ứng thông qua sự giam cầm quán tính và phản xạ neutron. Bom nhiệt hạch có năng suất cao tùy ý làm cho chúng mạnh hơn hàng trăm hoặc hàng nghìn lần so với phân hạch hạt nhân.
Vũ khí nhiệt hạch nguyên chất là vũ khí hạt nhân không cần giai đoạn phân hạch chính để bắt đầu phản ứng tổng hợp.

#### Phản vật chất
Về mặt lý thuyết, bom phản vật chất có thể được chế tạo, nhưng phản vật chất rất tốn kém để sản xuất và khó bảo quản an toàn

## Điểm phát nổ
Trong khoa học pháp y, điểm phát nổ của một quả bom được gọi là "bán kính vụ nổ" (blast seat), "vị trí của vụ nổ" (seat of explosion), "hố bom" (blast hole) hoặc "tâm vụ nổ" (epicenter). Tùy thuộc vào loại, số lượng và vị trí của chất nổ, vị trí nổ có thể lan rộng hoặc tập trung (ví dụ, một hố nổ).
Các loại vụ nổ khác, như vụ nổ bụi hoặc hơi, không tạo ra hố nổ hoặc thậm chí không có vị trí nổ rõ ràng.

## Phân loại
Bom được chia thành các loại chính sau:

### Theo công dụng
- Bom công dụng chung: Bom phá, Bom sát thương, Bom xuyên
- Bom công dụng đặc biệt: Bom khói, Bom bi, Bom cháy, Bom chiếu sáng, Bom chất độc, Bom napan, Bom chỉ thị mục tiêu, Bom ba càng, Bom bay, Bom bướm, Bom chân không, Bom chìm, Bom chống ngầm, Bom chống tăng, Bom chùm, Bom có điều khiển, Bom điện từ, Bom điều khiển từ vệ tinh, Bom E, Bom mềm, Bom hidrô (Bom H,Bom khinh khí), Bom hạt nhân, Bom hóa học, Bom hơi ngạt, Bom không quân, Bom lade, Bom nguyên tử (Bom A), Bom nhiên liệu, Bom nổ chậm, Bom neutron, Bom phản lực, Bom phóng, Bom vô tuyến truyền hình, bom động đất

Trong các loại bom thì vũ khí hạt nhân có sức công phá lớn nhất có thể gây nên những thảm họa nghiêm trọng. Nếu các loại bom thông thường dựa vào phản ứng cháy nổ của các chất hóa học để gây ra một bán kính sát thương nhất định thì vũ khí hạt nhân dựa vào các phản ứng dây chuyền để gấy ra một luồng năng lượng cực lớn.

### Theo chất nổ nhồi trong bom
- Bom nổ mạnh
- Bom hóa học
- Bom cháy
- Bom phóng
- Bom nhồi chất trơ (inert)

## Sử dụng
Những quả bom thả từ trên không đầu tiên được người Áo sử dụng trong cuộc bao vây Venice năm 1849. Hai trăm quả bóng bay không người lái mang theo những quả bom nhỏ thả xuống thành phố, tuy gây thiệt hại không đáng kể nhưng sự kiến đã đánh dấu một chiến thuật tấn công mới.
 

Vụ đánh bom đầu tiên từ máy bay diễn ra vào năm 1911 khi người Ý thả bom bằng tay trên các phòng tuyến của Thổ Nhĩ Kỳ ở Libya ngày nay trong Chiến tranh Italo-Thổ Nhĩ Kỳ. 

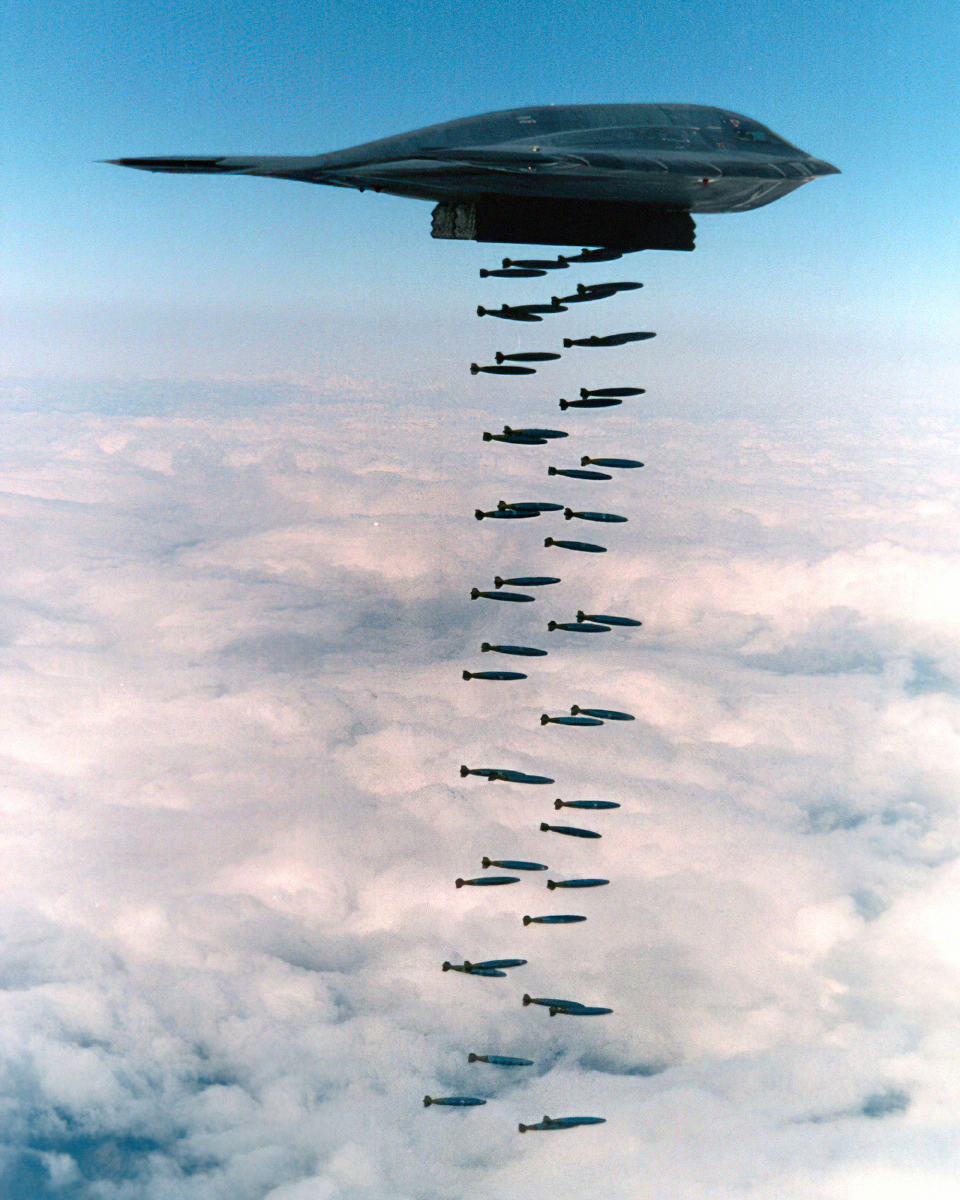
Một chiếc máy bay ném bom B-2 Spirit đang thả khoàng 47 quả bom 500 lb Mark 82 (ltaoij một cuộc diễn tập ở California năm 1994

Lần thả bom quy mô lớn đầu tiên diễn ra trong Thế chiến I bắt đầu từ năm 1915 với các cuộc không kích bằng khí cầu Zeppelin của Đức ở London, Anh, và cuộc chiến tương tự đã chứng kiến phát minh của máy bay ném bom hạng nặng đầu tiên. Một cuộc đột kích Zeppelin vào ngày 8 tháng 9 năm 1915 đã thả 4.000 lb (1.800 kg) bom gây cháy, trong đó có một quả bom nặng 600 lb (270 kg).
Trong Thế chiến II ném bom đã trở thành một tính năng quân sự lớn với hàng loạt các chiến thuật được sáng tạo ra. Bao gồm bom nảy (một số nơi gọi là bom lia thia) của Barnes Wallis, được thiết kế để dội lên mặt nước nhiều lần nhằm tránh lưới ngư lôi và các hệ thống phòng thủ dưới nước khác. chiến thuật này được nghĩ ra để thả bom vào những con đập hoặc tàu chiến, nơi có lưới hỏa lực phòng không dày đặt buộc máy bay phải bay thấp để tránh. Vào cuối chiến tranh, các máy bay như Avro Lancaster của lực lượng đồng minh đã cung cấp với độ chính xác 50 yd (46 m) từ 20.000 ft (6.100 m), bom động đất (cũng được phát minh bởi Barnes Wallis) có tên là "Grand Slam" nặng tới 10 tấn. Tuy nhiên, do được vận chuyển từ độ cao lớn để đạt được tốc độ cao, khi va chạm, bom sẽ xâm nhập và phát nổ sâu dưới lòng đất, gây ra các miệng hố lớn và ảnh hưởng đến các mục tiêu không liên quan
Máy bay ném bom quân sự hiện đại được thiết kế xung quanh khoang bom bên trong với số lượng lớn, trong khi máy bay cường kích thường mang bom bên ngoài trên giá treo hoặc giá treo bom hoặc trên nhiều giá đỡ được thiết kế riêng để gắn nhiều quả vào 1 giá duy nhất. Một số quả bom được trang bị dù, chẳng hạn như "parafrag" (một mảnh bom phân mảnh 11 kg (24 lb) trong Thế chiến II), BLU-82 thời chiến tranh Việt Nam và một số quả bom chùm hiện đại. Dù bay làm chậm quả bom lại, giúp máy bay có thời gian để thoát ly khỏi vụ nổ. Điều này đặc biệt quan trọng với vũ khí hạt nhân (đặc biệt là những vũ khí rơi từ máy bay chậm hoặc đương lượng nổ rất cao) và trong tình huống máy bay thả một quả bom ở độ cao thấp. Một số loại bom hiện đại cũng là loại đạn được điều khiển chính xác và có thể được dẫn đường sau khi chúng rời máy bay bằng điều khiển từ xa hoặc chỉ điểm bằng lazer.
Máy bay cũng có thể cung cấp bom dưới dạng đầu đạn trên tên lửa dẫn đường, chẳng hạn như tên lửa hành trình tầm xa, cũng có thể được phóng từ tàu chiến.
Một quả bom phá hủy đường ray ngay trước khi tàu đến thường sẽ khiến tàu bị trật bánh. Ngoài thiệt hại cho phương tiện và con người, một quả bom phát nổ trong mạng lưới giao thông thường gây thiệt hại, và đôi khi chủ yếu là để gây thiệt hại, chính mạng. Điều này áp dụng cho đường sắt, cầu, đường băng và cảng, và ở mức độ thấp hơn (tùy theo hoàn cảnh), cho đường bộ.
Các mỏ hạt nhân Blue Peacock, còn được gọi là "bom" vì chúng được lên kế hoạch định vị trong thời chiến và được thiết lập nếu bị địch xâm phạm, toàn bộ căn cứ sẽ tự hủy để đảm bảo an toàn thông tin mật.
Một quả bom có thể được kích hoạt bởi ngòi nổ hoặc kíp nổ. Ngòi nổ được kích hoạt bởi đồng hồ, điều khiển từ xa như điện thoại di động hoặc một số loại cảm biến, chẳng hạn như áp suất (độ cao), radar, rung hoặc tiếp xúc. Ngòi nổ khác nhau về cách thức hoạt động, chúng có thể là ngòi nổ điện, ngòi nổ hoặc nổ do nổ và những thứ khác.